# VV Haagse Hout
VV Haagse Hout is een Nederlandse amateurvoetbalclub uit het Haagse stadsdeel Haagse Hout, opgericht in 1999. Het eerste elftal speelt in de Vijfde klasse zaterdag (2023/24). De club speelt op een eigen terrein aan het Vlamenburg in de Haagse wijk Mariahoeve.

## Geschiedenis
Haagse Hout werd opgericht op 1 juli 1999 en is een fusie tussen de tussen de voetbalverenigingen OSC (OosterBoys SVT Combinatie) en Postalia, een personeelsvereniging van de PTT. Het tenue van de club bestaat uit een blauw shirt met horizontaal een gele en een rode streep, een blauwe broek en blauwe kousen met een gele en rode streep.

## Resultaten Haagse Hout

### Resultaten 2001–heden (zaterdag)
| 1 5B |

|  |

| 6 4B |

| 10 4A |

| 2 5A |

| 10 4A |

| 7 4A |

| 11 4A |

| 11 5A |

| 7 4C |

| 7 4A |

| 2 4D |

| 14 3A |

| 8 4A |

| 4 4A |

| 3 4A |

| 10 4B |

| 6 4A |

| 8 4C |

| 8* 4D |

| 10* 4D |

| 10 4E |

| 14 4D |

| 5 5C |

- = Dit seizoen werd stopgezet vanwege de uitbraak van het coronavirus. Er werd voor dit seizoen geen officiële eindstand vastgesteld.

| Tweede divisie | Derde divisie | Vierde divisie | Eerste klasse |
| Tweede klasse  | Derde klasse  | Vierde klasse  | Vijfde klasse |

### Resultaten 2000–2011 (zondag)
| 8 4B |

| 1 4B |

|  |

| 8 3B |

| 9 3C |

| 11 3C |

| 9 4A |

| 4 4A |

| 9 4C |

| 12 4A |

| 7 4A |

| 8 4B |

| Derde klasse | Vierde klasse | Vijfde klasse |

## Resultaten gefuseerde clubs

### Resultaten Postalia 1996/97 (zaterdag)
| \| 12 4B \| |
| 97          |
| 12 4B       |

| Derde klasse | Vierde klasse | Vijfde klasse |

### Resultaten OSC 1995–1999 (zondag)
| 11 4C |

| 6 4B |

| 7 4B |

| 8 4C |

| 9 4B |

| Derde klasse | Vierde klasse | Vijfde klasse |

## Bekende (oud-)spelers
- Bram Appel